# 北海道宇宙科学技術創成センター
北海道宇宙科学技術創成センター（ほっかいどう うちゅうかがくぎじゅつそうせいセンター、Hokkaido Aerospace Science and Technology Incubation Center, HASTIC）は、北海道内に点在する宇宙開発関連施設や宇宙関連大学研究室をネットワーク化し、宇宙開発技術を生かした新産業の創出や起業家の支援、次世代研究者・技術者の育成を行うことを主な目的としている民間宇宙団体。

## 概要
2002年2月に活動を開始し、同年6月に任意団体として設立。2003年1月29日にNPO法人として認可された。札幌市北区北10条西4丁目に事務所がある。代表者は秋葉鐐二郎。
超小型衛星、ハイブリッドロケット、宇宙医学、宇宙環境利用、小型無人超音速機の5つのワーキンググループを設置して研究活動を展開している。そのほかにもセミナーの開催、学会活動、広報誌「HASTICニュース」、「スペースニュース北海道」の発行などを行っている。

## テレビ番組
- 日経スペシャル ガイアの夜明け 2005年 宇宙への旅 ～未来の100兆円市場に賭けろ～（2005年12月6日、テレビ東京）[3]。